# Trofeo Ciudad de Gandía
El Trofeo Ciudad de Gandía, es un Torneo amistoso disputado en la ciudad de Gandía de la provincia de Valencia y perteneciente a la Comunidad Valenciana (España).
El Torneo se viene disputando desde el año 1974 en el Estadio Guillermo Olague. Durante el año 2002 y entre 2004 y 2013 el Torneo se vio interrumpido, para volver a recuperarse desde la edición de 2014 hasta nuestros días.

## Palmarés
| Año       | Edición       | Campeón                | Resultado  | Subcampeón-Otros equipos                                   |
| --------- | ------------- | ---------------------- | ---------- | ---------------------------------------------------------- |
| 1974      | I             | Castilla CF            | triangular | CF Gandía CSD Huracán Buceo                                |
| 1975      | II            | Real Betis Balompié    | triangular | CF Gandía Castilla CF                                      |
| 1976      | III           | CD Olimpic de Xátiva   | triangular | CD Alcoyano CF Gandía                                      |
| 1977      | IV            | CD Alcoyano            | 1-0        | CF Gandía                                                  |
| 1978      | V             | CF Gandía              | -          | -                                                          |
| 1979      | VI            | UD Quart de Poblet     | triangular | CF Gandía CD Denia                                         |
| 1980      | VII           | CD Denia               | triangular | CF Gandía Algemesí CF                                      |
| 1981      | VIII          | CF Gandía              | triangular | CD Alcoyano CD Denia                                       |
| 1982      | IX            | Albacete Balompié      | triangular | CF Gandía Catarroja CF                                     |
| 1983      | X             | Levante UD             | triangular | CF Gandía                                                  |
| 1984      | XI            | CF Gandía              | triangular | CD Alcoyano CD Denia                                       |
| 1985      | XII           | CF Gandía              | triangular | CD Alcoyano CD Olimpic de Xátiva                           |
| 1986      | XIII          | CF Gandía              | triangular | CD Alcoyano Algemesí CF                                    |
| 1987      | XIV           | CF Gandía              | triangular | CD Olimpic de Xátiva Universidad de California Soccer team |
| 1988      | XV            | CF Gandía              | triangular | CD Alcoyano Benidorm CF                                    |
| 1989      | XVI           | CD Alcoyano            | triangular | CF Gandía UD Oliva                                         |
| 1990      | XVII          | CF Gandía              | -          | -                                                          |
| 1991      | XVIII         | UD Oliva               | -          | CF Gandía                                                  |
| 1992      | XIX           | CE Sabadell            | 0-0 (pen)  | CF Gandía                                                  |
| 1993      | XX            | Villarreal CF          | 5-1        | CF Gandía                                                  |
| 1994      | XXI           | CF Gandía              | 2-1        | Benidorm CD                                                |
| 1995      | XXII          | CF Gandía              | -          | -                                                          |
| 1996      | XXIII         | CF Gandía              | -          | -                                                          |
| 1997      | XXIV          | CF Gandía              | -          | -                                                          |
| 1998      | XXV           | CF Gandía              | 2-2 (pen)  | Villarreal CF                                              |
| 1999      | XXVI          | Rayo Vallecano         | 2-1        | CF Gandía                                                  |
| 2000      | XXVII         | CD Numancia de Soria   | 1-1 (pen)  | CF Gandía                                                  |
| 2001      | XXVIII        | Valencia CF Mestalla   | 2-1        | CF Gandía                                                  |
| 2002      | No disputado  | -                      | -          | -                                                          |
| 2003      | XXIX          | Albacete Balompié      | 1-1 (pen)  | CF Gandía                                                  |
| 2004-2013 | No disputados | -                      | -          | -                                                          |
| 2014      | XXX           | Pego CF                | 3-0        | CF Gandía                                                  |
| 2015      | XXXI          | CD Jávea               | 6-0        | CF Gandía                                                  |
| 2016      | XXXII         | CF Gandía              | -          | UD Tavernes                                                |
| 2017      | XXXIII        | UD Portuarios          | 2-1        | CF Gandía                                                  |
| 2018      | XXXIV         | CD Jávea               | 6-2        | CF Gandía                                                  |
| 2019      | XXXV          | UD Castellonense       | 2-0        | CF Gandía                                                  |
| 2020      | XXXVI         | Club Deportivo Olímpic | 1-1 (pen)  | CF Gandía                                                  |
| 2021      | XXXVII        | CF Gandía              | 1-0 (pen)  | CF Cullera                                                 |
| 2022      | XXXVIII       | Villareal CF C         | 1-0 (pen)  | CF Gandía                                                  |

## Campeones
| Equipo               | Títulos | Ediciones                                                                           |
| -------------------- | ------- | ----------------------------------------------------------------------------------- |
| CF Gandía            | 13      | 1978, 1981, 1985, 1986, 1987, 1988, 1990, 1994, 1995, 1996, 1997, 1998, 2016 y 2021 |
| CD Olimpic de Xátiva | 2       | 1976, 2020                                                                          |
| CD Alcoyano          | 3       | 1977, 1984, 1989                                                                    |
| Albacete Balompié    | 2       | 1982, 2003                                                                          |
| CD Jávea             | 2       | 2015, 2018                                                                          |
| Castilla CF          | 1       | 1974                                                                                |
| Real Betis Balompié  | 1       | 1975                                                                                |
| UD Quart de Poblet   | 1       | 1979                                                                                |
| CD Denia             | 1       | 1980                                                                                |
| Levante UD           | 1       | 1983                                                                                |
| UD Oliva             | 1       | 1991                                                                                |
| CE Sabadell          | 1       | 1992                                                                                |
| Villarreal CF        | 1       | 1993                                                                                |
| Rayo Vallecano       | 1       | 1999                                                                                |
| CD Numancia de Soria | 1       | 2000                                                                                |
| Valencia CF Mestalla | 1       | 2001                                                                                |
| Pego CF              | 1       | 2014                                                                                |
| UD Portuarios        | 1       | 2017                                                                                |
| UD Castellonense     | 1       | 2019                                                                                |
| Villareal CF C       | 1       | 2022                                                                                |